# واندا مک کی
واندا مک کی (انگلیسی: Wanda McKay؛ ۲۲ ژوئن ۱۹۱۵ – ۱۱ آوریل ۱۹۹۶) بازیگر و مدل  اهل ایالات متحده آمریکا بود.